# Tcsh
tcsh ("tee-cee-shell", "tee-shell", eller som akronym "tee cee ess aitch") är ett Unix-skal (kommandotolk) baserat på och kompatibelt med C shell (csh). Det är i stort sett "C shell" med programmerbar tabulatorexpansion, kommandotolksredigering, och en del andra funktioner.